# Gýtheio
Gýtheio (Gýtheion, Gytheio, Gythio, Gytheion) är en kommunhuvudort i Grekland.   Den ligger i prefekturen Lakonien och regionen Peloponnesos, i den södra delen av landet, 170 km sydväst om huvudstaden Aten. Gýtheio ligger 168 meter över havet och antalet invånare är 4 279.
Terrängen runt Gýtheio är platt söderut, men åt nordväst är den kuperad. Havet är nära Gýtheio åt sydost. Gýtheio är det största samhället i trakten. 